# Gerard Kennedy
Gerard Kennedy (Perth, Western Australia, Australia, 8 de marzo de 1932-21 de abril de 2025) fue un actor australiano, más conocido por haber interpretado a Frank Banner en la serie Division 4, a Kragg en Hunter y a Gary Doolan en la serie Skyways.

## Carrera
En 1967 se unió al elenco de la serie Hunter donde interpretó a Kragg hasta 1969.
En 1969 se unió al elenco principal de la serie Division 4 donde interpretó al detective sargento Frank Banner hasta 1976.
En 1979 se unió al elenco de la serie Skyways donde interpretó a Gary Doolan, el gerente del aeropuerto.
En 1984 apareció en la serie A Country Practice donde interpretó a Bruce Walters en los episodios "Elementary Miss Watson: Part 1 & 2".
En 1989 dio vida a Luke Mitchell, el dueño de la tienda local en la serie The Flying Doctors, anteriormente había aparecido en la serie por primera vez en 1986 durante el episodio "Return of the Hero" de la primera temporada donde interpretó a Les Foster, un veterano de la guerra que después de volver a casa muere a causa de una enfermedad. 
En 1990 dio vida a Karnak durante el episodio "The Sands of Seth" de la serie Mission: Impossible. Ese mismo año obtuvo un papel en la película Police Crop: The Winchester Conspiracy donde interpretó al asistente del comisionado Colin Winchester.
En 1994 apareció en la primera temporada de la serie Frontline donde interpretó a Ian Farmer, el director de la estación de los estudios locales.
En 1995 apareció como invitado en la serie policíaca Blue Heelers donde interpretó a Sal D'Angelo hasta 1996. Anteriormente había aparecido por primera vez en la serie en 1994 donde dio vida a Jack "Blackjack" Eagan durante el episodio "Wives", más tarde apareció de nuevo en la serie en el 2001 ahora interpretando a Lindsay Cavanagh en los episodios "They Don't Make Them Like They Used To" y "Role Model".
En 1999 se unió al elenco de la serie Thunderstone donde interpretó al doctor Pretorius, un miembro del triunvirato que actúa como mentor de Noah Daniels.
El 17 de marzo de 2002 apareció como invitado en la serie australiana Neighbours donde interpretó a Patrick "Pat" Scully, el padre de Mick, Tom y Joe Scully, hasta el 27 de marzo del mismo año luego de que su personaje muriera después de que su salud se deteriorara.
En el 2008 se unió al elenco de la serie Underbelly donde dio vida al criminal y antiguo ladrón de bancos Graham "Munster" Kinniburgh. Ese mismo año apareció en la serie The Saddle Club como Orlando, anteriormente su primera aparición en la serie fue en el 2001 donde interpretó al señor McLeod durante el episodio "Work Horses".
En el 2014 apareció como personaje recurrente en la serie Fat Tony & Co donde interpretó nuevamente a Graham Kinniburgh.

## Filmografía

### Series de televisión
| Año         | Serie                         | Personaje                   | Notas                                        |
| ----------- | ----------------------------- | --------------------------- | -------------------------------------------- |
| 2015        | Glitch                        | Leon Massola                | 2 episodios                                  |
| 2014        | Fat Tony & Co                 | Graham "Munster" Kinniburgh | 3 episodios                                  |
| 2012        | Conspiracy 365                | Bartholemew Ormond          | 2 episodios                                  |
| 2010        | City Homicide                 | Ralph Druitt                | episodio "Protection"                        |
| 2008        | The Saddle Club               | Orlando                     | episodio "All That Glitters"                 |
| 2008        | Underbelly                    | Graham "Munster" Kinniburgh | 7 episodios                                  |
| 2005        | Dramatically Black            | Hombre                      | episodio "Plains Empty"                      |
| 2005        | Scooter: Secret Agent         | Baxter                      | episodio "Operation: Alien"                  |
| 2004        | All Saints                    | Neville West                | episodio "Karma"                             |
| 2002        | BeastMaster                   | Nessis                      | episodio "Double Edged"                      |
| 2002        | Neighbours                    | Pat Scully                  | 6 episodios                                  |
| 2002        | Stingers                      | Franco Corelli              | episodio "Thin Ice"                          |
| 2001        | Pizza                         | Agente Dave                 | episodio "Anzac Pizza"                       |
| 2000        | The Lost World                | Hombre Viejo                | episodio "Divine Right"                      |
| 1999        | Thunderstone                  | Doctor Pretorius            | 21 episodios                                 |
| 1995 - 1996 | Blue Heelers                  | Sal D'Angelo                | 2 episodios                                  |
| 1994        | Frontline                     | Ian Farmer                  | 5 episodios                                  |
| 1992        | Bligh                         | Padre O'Brien               | episodio "The Vision"                        |
| 1992        | Boys from the Bush            | Jokey Jones                 | 2 episodios                                  |
| 1991        | Acropolis Now                 | Savas Papasavas             | episodio "On the Waiterfront"                |
| 1990        | A Country Practice            | Theo Kouros                 | 2 episodios                                  |
| 1989        | The Flying Doctors            | Luke Mitchell               | 18 episodios                                 |
| 1988        | Mission: Impossible           | Col. Gregory Usher          | episodio "Holograms"                         |
| 1988        | Emma: Queen of the South Seas | Capitán Rabardy             | miniserie                                    |
| 1986        | Studio 86                     | Minas                       | episodio "An Electric Day"                   |
| 1985        | Flight Into Hell              | Sgt. Steve Lucas            | miniserie                                    |
| 1985        | Golden Pennies                | Uriah Lovejoy               | episodio # 1.8                               |
| 1985        | Prisoner                      | Al                          | 4 episodios                                  |
| 1984        | Five Mile Creek               | Mr. O'Bannion               | episodio "Tricks of the Trade"               |
| 1984        | Special Squad                 | Harry Tait                  | episodio "Trojan Horses"                     |
| 1983        | Carson's Law                  | Mayor James Dolman          | 4 episodios                                  |
| 1983        | The Coral Island              | Bloody Bill                 | miniserie                                    |
| 1982        | 1915                          | Dent                        | miniserie                                    |
| 1981        | Bellamy                       | Blake                       | episodio "The Bank You Can Trust"            |
| 1979 - 1981 | Skyways                       | Gary Doolan                 | 62 episodios                                 |
| 1980        | The Last Outlaw               | Harry Power                 | miniserie                                    |
| 1978        | Against the Wind              | Dinny O'Byrne               | 7 episodios - miniserie                      |
| 1978        | Case for the Defence          | Jack                        | episodio "Made for Each Other"               |
| 1977        | Bluey                         | Doug Stewart                | episodio "Son of Bluey"                      |
| 1976        | Power Without Glory           | Dick Bradley                | -                                            |
| 1976        | King's Men                    | -                           | episodio "The Missing List"                  |
| 1969 - 1976 | Division 4                    | Det. Sgt. Frank Banner      | 299 episodios                                |
| 1976        | Tandarra                      | Ryler                       | 13 episodios                                 |
| 1975        | Cash and Company              | Ryler                       | episodio "Such Sweet Sorrow"                 |
| 1974        | Rush                          | Jim Dawson                  | episodio "Toe the Scratch and Never Say Die" |
| 1967 - 1969 | Hunter                        | Kragg                       | 65 episodios                                 |
| 1967        | Bellbird                      | Sir Edward Grey             | -                                            |
| 1966        | Homicide                      | Tom Delaney                 | episodio "The Hostage"                       |

### Películas
| Año  | Película                             | Personaje      | Notas |
| ---- | ------------------------------------ | -------------- | --- |
| 2013 | Wolf Creek 2                         | Jack           | junto a John Jarratt, Ryan Corr, Shannon Ashlyn, Philippe Klaus, Annie Byron, Shane Connor y Ben Gerrard |
| 2010 | Hobby Farm                           | Mr. Senti      | junto a Dean Baker, John Boxer, John Freeman, Melanie Holt, Travis McMahon y Amelia Kerr                 |
| 2006 | Human Lie Detector                   | Jefe de Trevor | corto - junto a Heidi Arena, Matylda Buczko, Travis McMahon, Jeremy Kewley y Josh Lawson                 |
| 1986 | Great Expectations, the Untold Story | Tooth          | junto a Sigrid Thornton, Robert Coleby, Ron Haddrick, Bruce Spence y Michael Caton                       |
| 1982 | A Shifting Dreaming                  | -              | junto a Ray Barrett, Cul Cullen, Reg Evans, Anthony Hawkins, Max Gillies y Jack Thompson                 |
| 1992 | Garbo                                | Trevor         | junto a Neill Gladwin, Moya O'Sullivan, Imogen Annesley y Max Cullen                                     |
| 1979 | The Last of the Knucklemen           | Tarzan         | junto a Steve Bisley, Michael Preston, Peter Hehir, Dennis Miller y Michael Caton                        |
| 1979 | Puzzle                               | Garrett        | junto a James Franciscus, Wendy Hughes, Robert Helpmann, Ivar Kants y Tony Barry                         |
| 1978 | Newsfront                            | Frank Maguire  | junto a Bill Hunter, Wendy Hughes, Steve Bisley, Chris Haywood y Drew Forsythe                           |
| 1978 | The Irishman                         | Chad Ingram    | junto a Michael Craig, Simon Burke, Robyn Nevin, Tony Barry y Bryan Brown                                |

- Apariciones.:

| Año  | Programa       | Personaje           | Notas                    |
| ---- | -------------- | ------------------- | ------------------------ |
| 2006 | Canada A.M.    | -                   | episodio del 28 de abril |
| 1994 | The Footy Show | Inspector McWhirter | -                        |

### Teatro
| Año         | Obra                | Personaje | Director (a)       | Teatro           | Notas                                                                              |
| ----------- | ------------------- | --------- | ------------------ | ---------------- | ---------------------------------------------------------------------------------- |
| 1998        | Fiddler on the Roof | Oficial   | Sammy Dallas Bayes | Regent Theatre   | junto a Tom Blair, Laura Fitzpatrick, Steven Ritchie, David Spencer y Annie Wilson |
| 1994 - 1995 | West Side Story     | Schrank   | Ian Judge          | Princess Theatre | junto a Kelley Abbey, Billy Burke, Mark Byrne, Martin Crewes e Ian Dixon           |
| 1979        | Antigone            | -         | Murray Copeland    | Playbox Theatre  | junto a Belinda Davey, Amanda Muggleton, John Pratt y Nadia Tass                   |

## Premios y nominaciones
| Año  | Categoría                | Premio           | Series     | Resultado |
| ---- | ------------------------ | ---------------- | ---------- | --------- |
| 1973 | Best Actor               | Logie Award      | Division 4 | Ganador   |
| 1972 | Most Popular Personality | Gold Logie Award | Division 4 | Ganador   |
| 1971 | Best Actor               | Logie Award      | Division 4 | Ganador   |
| 1971 | Most Popular Personality | Gold Logie Award | Division 4 | Ganador   |
| 1969 | Best New Talent          | Logie Award      | Hunter     | Ganador   |